# Casper Guldbrandsen
Casper Guldbrandsen (født 1966) er en dansk hockeyspiller (forward).
Casper Guldbrandsen er med 108 kampe siden debuten i 1987 og frem til 2008 den spiller, som har spillet flest landskampe for det Danmarks hockeylandshold. 
Han spillede for Orient i Lyngby frem til 2014, hvor han efter mere end 700 kampe og 1.700 mål opnåede at blive dansk mester  udendørs; 2001, 2002, 2004, 2005, 2006, 2007 og 2008. Indendørs har han vundet DM; 1996, 1997, 2001, 2002, 2003, 2004, 2005, 2006, 2007, 2008, 2009, 2012 og 2014. 
Casper opnåede desuden som den eneste dansker endnu, at blive topscorer i EuroHockey Indoor Club Championship i både 2006 og 2007, hockeysportens svar på håndboldens Champions League.
Casper Guldbrandsen er tidligere formand for Orient, medlem af Dansk Hockey Unions bestyrelse 2005-2017 som eliteansvarlig samt formand for Competitions Commitee Indoor i Det Europæiske Hockey Forbund fra 2016.